# تصویرسنجی

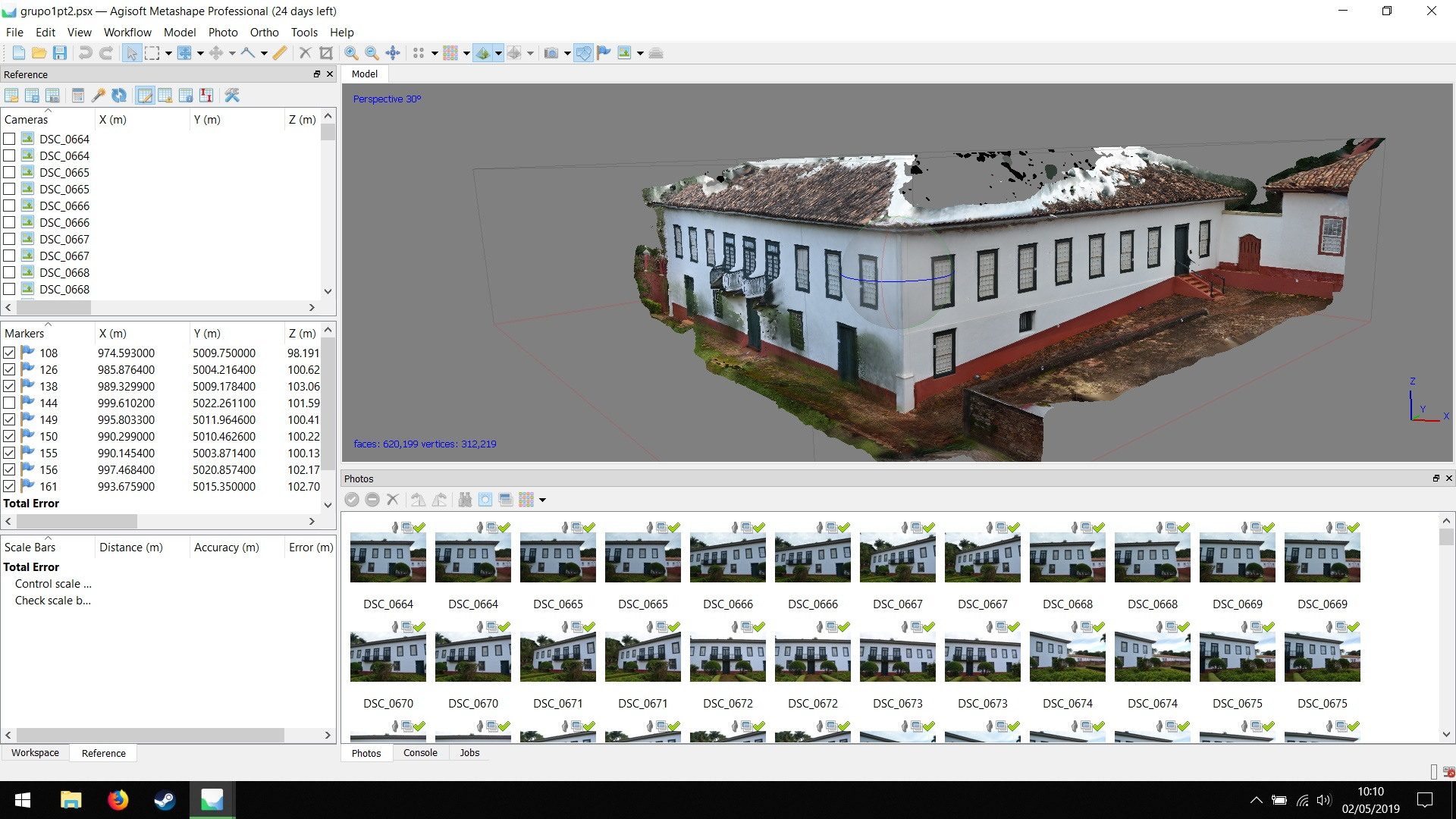
نمونهٔ یک تصویرسنجی از دفتر مرکزی مزرعه پینهال واقع در سائو کارلوس

تصویرسنجی یا فتوگرامتری (به انگلیسی: Photogrammetry) دانش و فناوری استخراج اطلاعات مربوط به زمین و محیط پیرامون آن از تصاویر گرفته‌شده یا حسگرهای دیگر از طریق اندازه‌گیری و پردازش و تحلیل و نمایش آن‌ها است.
به عبارتی دیگر تصویرسنجی فرایند اندازه‌گیری مختصات هندسی اجسام از روی عکسهای هوایی است و عبارتست از هنر، دانش و فن تهیهٔ اطلاعات درست عوارض از طریق اندازه‌گیری، ثبت و تفسیر بر روی عکس یا سایر مدارکی که در بر دارنده اثری از انرژی الکترومغناطیس بازتابیده شده باشد.
عکس مهم‌ترین منبع اطلاعاتی در این علم می‌باشد و اصول کار در فتوگرامتری بر روی عکسهای هوایی است.
عموماً تصویرسنجی را به دو شاخه تصویرسنجی متریک و تصویرسنجی تفسیری تقسیم‌بندی می‌کنند.
در تصویرسنجی متریک، اندازه‌گیری‌های کمی مطرح است، یعنی با استفاده از اندازه‌گیری‌های دقیق نقاط از طریق عکس می‌توان فواصل حجم، ارتفاع و شکل زمین را تعیین کرد، که معمولترین کاربردهای این شاخه از تصویرسنجی تهیه نقشه‌های مسطحاتی و توپوگرافی از روی عکسهاست. اما تصویرسنجی تفسیری خود به دو شاخه تفسیر عکس و سنجش از دور تقسیم می‌شود.
در قسمت تفسیر عکس بیشتر مطالعات کیفی بر روی عکس انجام می‌گیرد، به‌عنوان مثال وضعیت پوشش گیاهی یک منطقه یا میزان جمعیت یک شهر را از طریق عکس مورد مطالعه و تحقیق قرار می‌دهند.
عکسهای هوایی امروزه حداقل در دو رشته بزرگ علمی یعنی فتوگرامتری به معنی کلی تهیه نقشه از عکس‌های هوایی و دیگری تفسیر به معنی شناسایی و تشخیص عوارض و اشیاء از روی تصویر به کار می‌روند و دارای شروع و تاریخ هم‌زمانی می‌باشند که بتدریج و با پیشرفت‌های فناوری، این دو رشته توسعه یافته و در نتیجه، استفاده و ابزار برای دو گروه کم‌کم از هم فاصله گرفته و در هر یک، تخصص‌های جداگانه‌ای به وجود آمده و بتدریج نیز اضافه خواهد شد.
عکسبرداری هوایی برای هر دو مصارف فوق دارای قدمت چندان زیادی نیست، بلکه تاریخ آن کم و بیش مقارن با پیدایش هنر و علم عکاسی و همچنین، صنعت هوانوردی است. اولین گزارش کتبی اختراع عکسبرداری به علوم آکادمی علوم و هنرهای فرانسه به سال ۱۸۳۹ بازمی‌گردد. این عکسبرداری توسط دو فرانسوی به نام‌های داگر و نیپس انجام گرفت. اولین گزارش قطعی پرواز هواپیما نیز مربوط به ۱۷ دسامبر ۱۹۰۳ به‌وسیله برادران آمریکایی رایت می‌باشد، بنابراین باید توجه نمود که تاریخ عکسبرداری هوایی به زمان بینابین دو تاریخ فوق برمی گردد. اولین عکسبرداری هوایی از اروپا (فرانسه) به وسیله G.S.Tournachon که بعداً Nadar نامیده شد، در ۱۸۵۸ در پاریس انجام گردید و مقارن با او، یعنی مجدداً در همان سال شخص دیگری به نام Laussedat با دوربین عکاسی و فیلمهای شیشه‌ای که با خود در بالن داشت، از دهکده‌ای نزدیک عکسبرداری نمود. او توانست از عکسها نقشه توپوگرافیک تهیه نماید و دومی موفق به تجزیه و تحلیل ریاضی برای برگردان تصویر پرسپکتیو به تصویر ارتوفتو شد. در آمریکا، اولین عکس هوایی که با بالن گرفته شد، به تاریخ ۱۳ اکتبر ۱۸۶۰ ثبت گردید. این عکس از ارتفاع ۱۲۰۰ پایی (۳۶۵ متری) از بندر بوستون گرفته شده و در اتحاد جماهیر شوروی سابق، تاریخ اولین عکسبرداری هوایی به سال ۱۸۸۶ بر می‌گردد.
اولین فیلمبرداری هوایی به‌وسیله ویلبر رایت در ۱۹۰۹ با هواپیما از چنتوچیلی ایتالیا انجام شد. ولی استفاده عظیم از عکسهای هوایی، در ارتش و از جنگ جهانی اول بود، در حالی که برای مصارف غیرنظامی، از جنگ جهانی دوم به‌طور وسیع آغاز گردید. با پیشرفت در صنایع شیمیایی و تهیه فیلم بهتر و همچنین تکنولوژی هوایی، در مجموع، این شاخه از علوم توسعه پیدا نمود. دوربین‌های عکسبرداری هوایی با پیشرفت‌های شگرف در صنعت و هنر ساختمان عدسی‌ها به حد بسیار مرغوب رسید. ساختمان انواع فیلم‌های سفید و سیاه به‌صورت پانکروماتیک و مادون قرمز توسعه یافت و فیلم رنگی نیز از ۱۹۳۵ به‌صورت کداکرم عرضه گردید. فیلمهای رنگی کاذب نیز کاربردی عظیم در تفسیر پیدا نمود.